# Duolandrevus deliensis
Duolandrevus deliensis är en insektsart som beskrevs av Andrej Vasiljevitj Gorochov 1999. Duolandrevus deliensis ingår i släktet Duolandrevus och familjen syrsor. Inga underarter finns listade i Catalogue of Life.